# Delta G

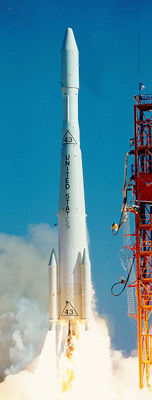
Foguete Delta G

O Delta G foi um foguete espacial estadunidense que prestou serviço entre 1966 e 1967.

## Características
O Delta G foi um foguete leve da família de foguetes Delta que foi usado duas vezes entre 1966 e 1967, sem qualquer falha. Ambos os lançamentos serviram para colocar em órbita os satélites Biosat 1 e Biosat 2, dedicados à pesquisa biológica no espaço.

## Histórico de lançamentos
| Voo      | Data                   | Plataforma de lançamento            | Carga    | Resultado | Notas                       |
| -------- | ---------------------- | ----------------------------------- | -------- | --------- | --------------------------- |
| 471/D-43 | 14 de dezembro de 1966 | Plataforma LC-17A do Cabo Canaveral | Biosat 1 | Êxito     | Primeiro voo de um Delta G. |
| 475/D-51 | 7 de setembro de 1967  | Plataforma LC-17B do Cabo Canaveral | Biosat 2 | Êxito     | Último voo de um Delta G.   |